# Maximilian (Schiff, 1851)
Maximilian war der Name des ersten Dampf- und Linienschiffs, das den Würmsee befuhr.

## Vorgeschichte
Der Starnberger See, bis 1962 offiziell Würmsee, in überschaubarer Entfernung von München gelegen, wurde schon früh neben Fischerei etc. auch für Vergnügungsfahrten genutzt. Prunkschiffe der Wittelsbacher wie etwa das Leibschiff Bucentaur kamen dort zum Einsatz, aber auch Touristen aus niedrigeren Ständen fanden ihr Vergnügen an Fahrten über den See. Sie waren allerdings, von München kommend, auf Stellwagen angewiesen, um den See zu erreichen, und wurden dann gegen Entlohnung von Fischern über den See gerudert. Dazu standen eigens für die Fremden bereitgehaltene Wasserfahrzeuge zur Verfügung: drei Gondeln, eine Schaluppe und ein Musikschiff. Jedes war für zwölf bis 20 Passagiere geeignet.
Erst die Entdeckung und Nutzbarmachung der Dampfkraft führte zu einer Änderung dieser Verhältnisse, was allerdings nicht bedeutete, dass die Gondeln etc. schlagartig abgeschafft wurden. A. Link schreibt in seinem Reiseführer über den Würmsee von 1857, dass diese Wasserfahrzeuge „auch jetzt noch manchmal von Gesellschaften gebraucht“ würden und „in der großen königlichen Schiffshütte bei Starnberg“ zu finden seien. Er führt nicht nur die obrigkeitlich festgelegten Tarife für die Benutzung dieser Touristenschiffe auf, sondern auch deren Namen, soweit sie welche hatten: Hirsch, Löwe und Schwan hießen die Gondeln.
Zur Zeit des Königs Ludwig I. wurden die ersten Anträge auf Erteilung der Genehmigung eines Dampfschiffbetriebs auf dem See gestellt. Am 15. Dezember 1837 stellten Georg Maximilian Karl von Proff, Joseph von Mayer und Johann Ulrich Himbsel den Antrag, eine Eisenbahnlinie von München ins bayerische Oberland einrichten zu dürfen. Vorgearbeitet hatte ihnen schon Ritter von Baader. Von Anfang an war in den Antrag auch der Vorschlag der Einrichtung der Dampfschiffversorgung auf dem Würmsee integriert, denn die „Vortheile welch eine solche Unternehmung [...] hervorbringt, die Belebung der Umgegend des Würmsees, der Plan der Gewerbe, selbst der Fischerey und kleinen Schiffahrt durch die Zufuhr der Besucher zum Dampfschiff, [...] das Steigen alles Grundwerthes“ bedürften wohl keiner näheren Erläuterung gegenüber dem Landesherrn. Die Schifffahrt auf dem See sei derzeit „sowohl zum Vergüngen als für industrielle Zwecke“ teuer und umständlich, Abhilfe werde die geplante Bahnanbindung samt Dampfschiffbetrieb schaffen. Die Antragsteller hoben insbesondere hervor, dass die neuen Verkehrsmittel nicht nur zum Personen-, sondern auch zum Warentransport geeignet seien, was die Nutzung der natürlichen Ressourcen im bayerischen Vor- und Hochgebirge vereinfachen werde, und betonten auch den Aufschwung, den die bayerische Schwerindustrie nehmen werde, wenn das technische Gerät für diese Unternehmungen im eigenen Land hergestellt werde.
Die Ministerien, denen diese Petition vorgelegt wurde, stellten sich dem Projekt nicht entgegen, setzten sich allerdings dafür ein, dass es nicht von staatlicher Seite, sondern durch eine Aktiengesellschaft finanziert werde. Dennoch lehnte König Ludwig mit verschiedenen Begründungen - etwa der, dass eine Dampfschiffreise nicht „dem Zwecke einer pittoresken Reise“ entspreche, - ab.

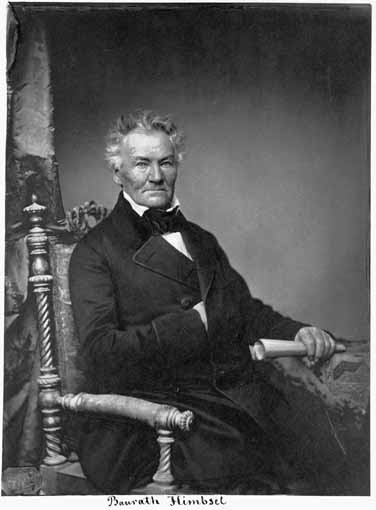
Johann Ulrich Himbsel

Im Juli 1844 stellte Himbsel, diesmal allein, erneut einen Antrag. Obwohl sich unter anderem die Münchner Lohnkutscher, die Einkommenseinbußen befürchteten, seinem Ansinnen widersetzten, und obwohl Ludwig I. sich weiterhin ablehnend verhielt, hatte er schließlich Erfolg: Nach der Abdankung Ludwigs I. und der Thronbesteigung Maximilians II. änderten sich die Prioritätssetzungen des Herrscherhauses. König Maximilian hatte Interesse daran, die arbeitende Klasse auch mit Aufträgen aus der öffentlichen Hand zu versorgen. Am 7. August 1849 erhielt Himbsel die Genehmigung zum Bau der Bahn nach Starnberg, am 25. September desselben Jahres folgte die Genehmigung der Einrichtung der Dampfschifffahrt auf dem Würmsee mit der Auflage, innerhalb eines Jahres eine Aktiengesellschaft zu gründen und ein Aktienkapital von 1,8 Millionen Gulden zu beschaffen sowie innerhalb von drei Jahren Bahn und Schifffahrt zu eröffnen. Diese Bedingungen ließen sich nicht alle erfüllen, aber dank einer Privataudienz beim König im April 1851 konnte Himbsel seine Pläne dennoch weiter verfolgen. Er hatte damit auch einen Konkurrenten, den Kupferschmied Joseph Seitz, aus dem Felde geschlagen, der in seinem Gesuch im Jahr 1843 erklärt hatte, schon mehrere Dampfschiffe gebaut zu haben, und am 10. Februar 1844 die Genehmigung zu einem Versuchsbetrieb erhalten hatte. Doch Seitz legte die erforderlichen Konstruktionszeichnungen nicht rechtzeitig vor, die Polytechnische Schule in München meldete Zweifel an und schließlich wurde Seitz die Genehmigung wieder entzogen.

## Das Schiff
Der Bau der Maximilian begann 1850 bei J.A. Maffei in München. Die genietete eiserne Schiffsschale wurde mit hölzernen Aufbauten versehen. Der Schaufelraddampfer hatte zunächst je 12 starre Schaufeln an den Schaufelrädern, die mit 4,11 Metern einen großen Durchmesser hatten. Der Schlot war acht Meter lang und hatte eine Rautenkrone. Zusammen mit einem Mast, der auch als Flaggenmast genutzt wurde, gab er dem Schiff ein charakteristisches Aussehen. Das Schiff war grün und braun gestrichen, die Schaufelräder rot. Schiffsname, Galionsfigur und die Verzierungen am Heck waren golden. Sie stammten von Wilhelm von Kaulbach; die Galionsfigur stellte eine mythologische weibliche Figur mit einem Kranz in den halb erhobenen Händen dar. Am Bug war ein Böller befestigt, der gegen ein bis zwei Maß Bier abgeschossen wurde. Diese Praxis wurde allerdings empfindsamen Gästen zuliebe recht bald aufgegeben.
Die Radkästen enthielten Kapitäns- und Kassierkabine, die Küche für die bordeigene Restauration sowie Toiletten. Zwei Unterdecksalons standen den Fahrgästen zur Verfügung: Der kleinere Salon im Vorschiff war für die Passagiere zweiter Klasse vorgesehen, der größere im Achterschiff war für die Erste Klasse reserviert. Er besaß weißlackierte Wände, künstlerische Verzierungen, Spiegel mit Goldrahmen und samtbezogene Möbel und hatte seitlich je neun, achtern vier Fenster. Der Salon zweiter Klasse dagegen war nur mit zweimal sechs Fenstern ausgestattet. Für König und Königin waren noch zwei eigene Aufenthaltsräume vorhanden.
Das Schiff konnte 300 Passagiere befördern. Man betrat die Maximilian über zwei Stege und das Vorschiff. Gegebenenfalls wurde auch das zunächst nachgeschleppte, später an Davits aufgehängte Beiboot genutzt, um die Passagiere auszubooten. Dazu dienten zwei Fallreeps hinter den Radkästen.
Angetrieben wurde der Dampfer von einer vertikalen, zweizylindrigen, oszillierenden 80-PS-Maschine. Er erreichte damit ein Tempo von etwa 14 km/h, das sich später nach einem Umbau auf etwa 15 km/h steigerte. Der Dampf wurde in zwei Lokomotivkesseln erzeugt, die hinter der Maschine lagen. Sie besaßen eine Heizfläche von 85,5 m² und lieferten einen Kesseldruck von 3,16 kg/cm². Die Beheizung erfolgte zunächst mit Holz. Die Kommandos für den Maschinenraum erfolgten durch Zuruf. Mitunter scheint die Verständigung auf diesem Weg nicht optimal gewesen zu sein, jedenfalls wird berichtet, dass die Galionsfigur mehrmals ihr Kränzchen „gewaltsam verlor“. Auch wurde über das gemächliche Tempo, mit dem der Dampfer fuhr, mitunter gespottet: Er sei „ein Vehikel, das sich mit der behäbigen Weise unseres Volkes noch nie in Widerstreit gebracht“ habe.

## Stapellauf und erste Besatzung

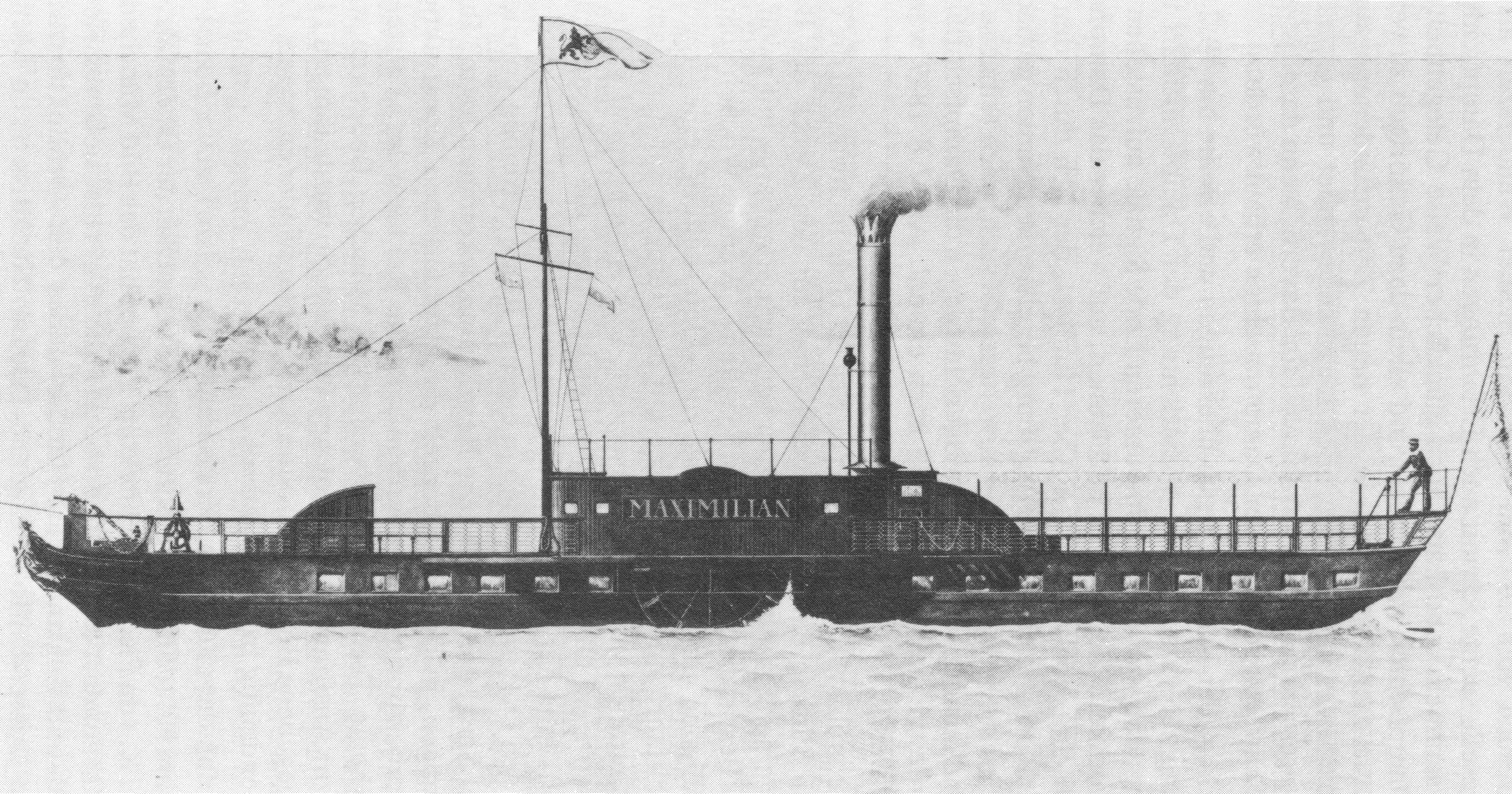
Die Maximilian auf einer zeitgenössischen Lithographie

Das Dampfschiff lief am 11. März 1851 auf der Starnberger Werft vom Stapel. Dem Land- und Seegericht in Starnberg erläuterte Himbsel in den nachfolgenden Wochen seine Vorstellungen vom Tarifsystem für die Fahrten mit der Maximilian, wobei er auch deutlich machte, dass das Schiff auch – durch Nachziehen von Schleppschiffen – für den Warentransport genutzt werden sollte. Ausdrücklich erklärte er, dass die Maximilian einen Rundkurs, aber keine Querfahrten über den etwa 20 km langen und deutlich schmäleren See anbieten werde, weil den Fischern ihre Verdienstmöglichkeiten mit diesen Querfahrten nicht genommen werden sollten.
Von Starnberg bis Seeshaupt brauche der Dampfer etwa eine Stunde, die Fahrzeit und der Aufwand erhöhten sich aber beträchtlich durch die Zwischenhalte in Berg, Assenbuch, Allmannshausen, Ammerland und Ambach bzw. in Bernried, Tutzing, Garatshausen und Possenhofen, weshalb die Fahrpreise für kürzere Strecken im Verhältnis zu denen für die Gesamtstrecke etwas teurer sein müssten. Im Übrigen könnten die Tarife nach unten angepasst werden, wenn sich dies nach einer gewissen Zeit des Betriebs als tunlich erweise. Tatsächlich wurden die Preise nach einiger Zeit etwas gesenkt.
Der erste Steuermann der Maximilian war Adam Geiger aus Aschaffenburg. Unterstützt wurde er durch einen Herrn Herrmann aus Triest, der die Maschine betreute, die Matrosen hatten ihre Erfahrung auf Donauschiffen gesammelt, als Heizer heuerte man Schiffer aus der Umgebung an. Als Kapitän fungierte Himbsel selbst.

## Erste Fahrten und Fahrpläne

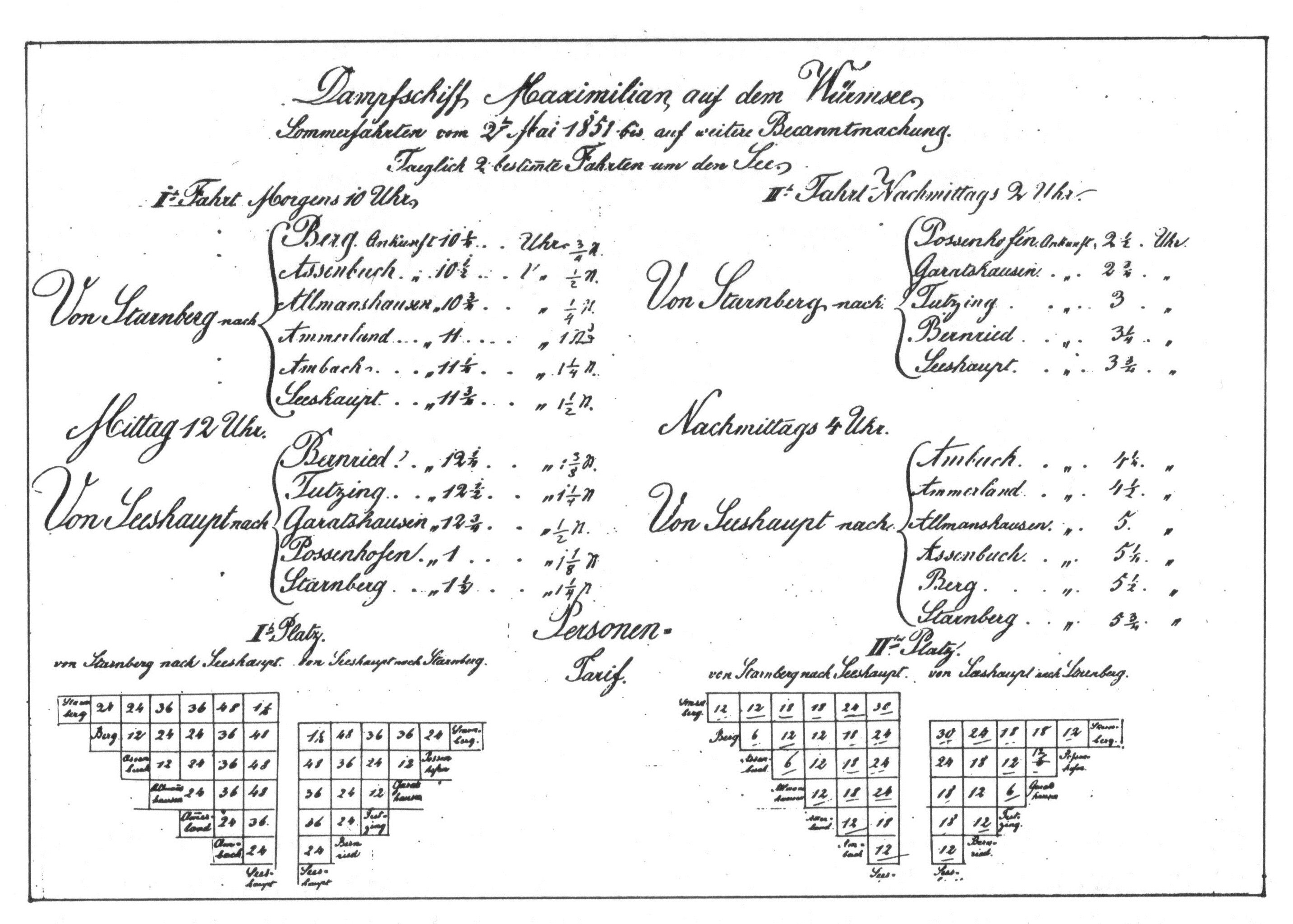
Himbsels Fahrplanentwurf aus dem Jahr 1851

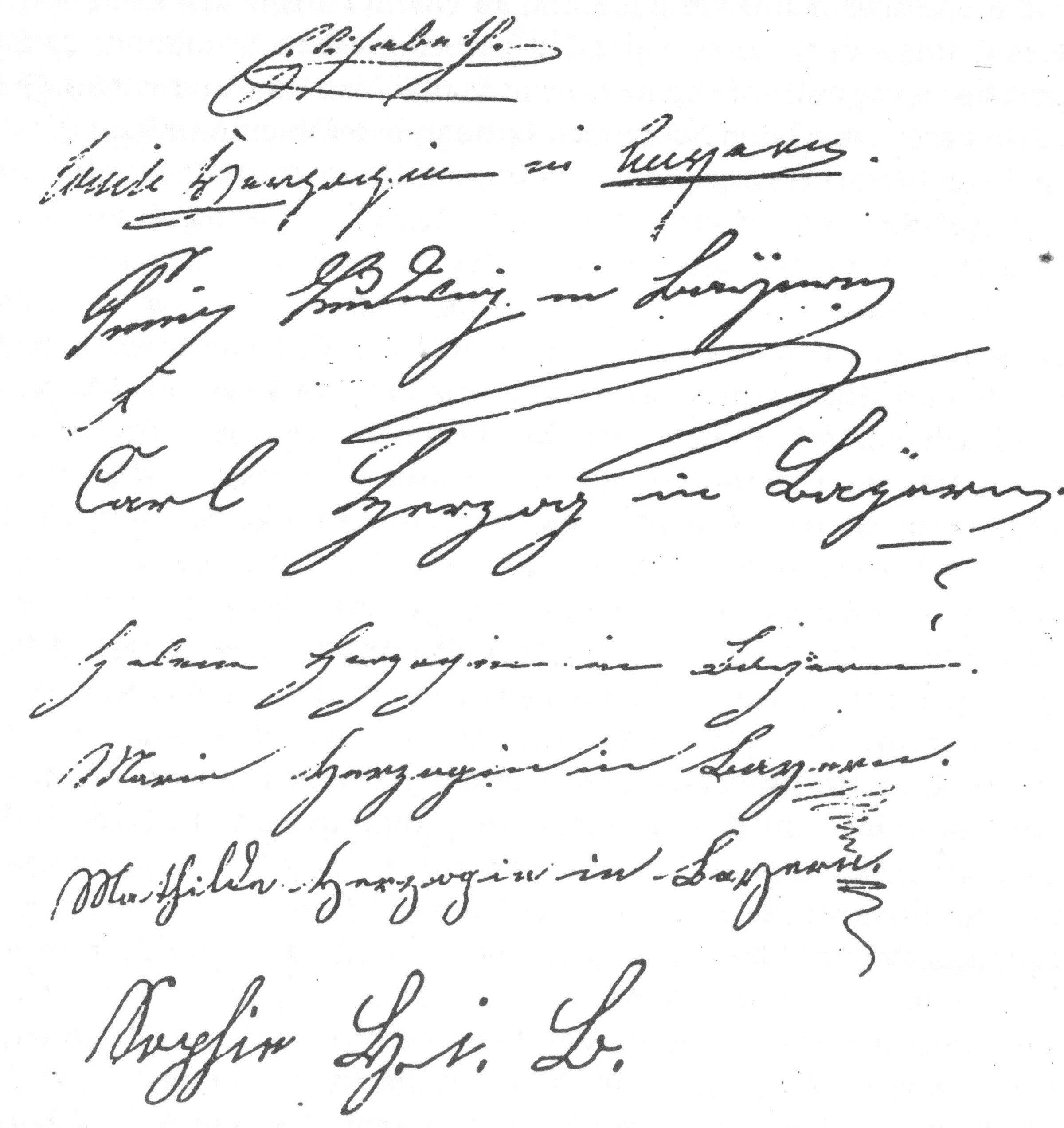
Ausschnitt aus S. 8 des Bordbuchs mit den Unterschriften von Kaiserin Elisabeth, Ludovika Wilhelmine von Bayern, Ludwig in Bayern, Carl Theodor in Bayern, Helene in Bayern, Marie in Bayern, Mathilde in Bayern und Sophie in Bayern

Nach erfolgreich bestandener technischer Überprüfung, der sogenannten Kesselprobe, legte das Schiff in Anwesenheit des Königspaares seine erste offizielle Fahrt am 11. Mai 1851 zurück. Danach begann der Linienbetrieb. Vormittags ab zehn Uhr fuhr das Schiff auf der Ostseite des Sees von Starnberg nach Seeshaupt und auf der Westseite zurück, nachmittags ab 14 Uhr erfolgte die Hinfahrt auf der West- und die Rückfahrt auf der Ostseite des Sees. Diese Fahrten nahmen je etwa dreieinhalb Stunden in Anspruch und kosteten in der ersten Klasse zwei und in der zweiten Klasse einen Gulden. Später wurden diese Tarife auf 1 fl 24 kr bzw. 48 kr reduziert. Die Auslastung des Dampfers dürfte mit Eröffnung der Bahnstrecke nach Starnberg im Jahr 1854 noch einmal einen Aufschwung erlebt haben.
Die Orte auf der Ostseite des Sees wurden bei zu starkem Wellengang nicht angefahren, weil die kurzen Stege dies nicht erlaubten.
Ab dem 24. Juni 1855 wurde in der Mittagszeit eine weitere Fahrt angeboten, die von Starnberg nach Possenhofen und Leoni führte. Dies sorgte für Unruhe, weil offenbar Fischer und Gastwirte Beschwerden eingelegt hatten, die aber abgewiesen wurden. Von Oktober bis Juni allerdings wurden die Zwischenfahrten aus Rücksicht auf die laichenden Fische untersagt. Mit den Zwischenfahrten hatte sich auch der restliche Fahrplan geändert. Die Maximilian startete jetzt morgens um 7 und nachmittags um 15.30 Uhr, und bei den Fahrtrichtungen wurde zwischen den verschiedenen Wochentagen abgewechselt. Die mittägliche Zwischenfahrt begann um 11.30 Uhr. Zu den bisher angefahrenen Orten kam 1865 noch eine Anlegestelle in Niederpöcking hinzu.
Ab 1857 verkehrte auf dem See ein zweites Dampfschiff, dieses war allerdings in privater Hand: König Max II. hatte sich eine Dampfyacht bauen lassen, die später von Ludwig II. auf den Namen Tristan getauft wurde.
Himbsel, der als freundlicher und aufmerksamer Kapitän bzw. Gastgeber galt, starb 1860. Seit etwa 1855 hatte sein Sohn Franz zumindest zeitweise das Schiff als Kapitän geführt; er erklärte aber in einem Schreiben ans königliche Landgericht Starnberg, etwa seit 1852 habe die Schiffsführung eigentlich in den Händen des Steuermanns Heinrich Buchloh gelegen.

## Nutzung
Obwohl bei der Planung der Dampfschifflinie auch an Güterverkehr gedacht worden war, wurde die Maximilian vorwiegend durch den Personenverkehr in Anspruch genommen. Bis zur Einrichtung der Landkraftpostlinie München-Ammerland im Jahr 1928 hatten die Orte des Ostufers keinen anderen Anschluss an öffentliche Verkehrsmittel. Auch für die überregionale Verkehrsbewältigung war der Dampfer in Ausnahmesituationen im Einsatz. Im Passionsjahr 1860 etwa reisten Gäste mit der Eisenbahn von München nach Starnberg, dann per Schiff nach Seeshaupt und von dort mit der Post oder anderen Fuhrwerken nach Oberammergau weiter. Im Notfall mussten Passagiere auch in dem nachgeschleppten Schiff, das eigentlich für den Holzvorrat der Maximilian gedacht war, Platz nehmen. Viele Gäste, vor allem wohl Ausflugs- und Ferienreisende, verewigten sich im Bordbuch der Maximilian. Das Dokument enthält zahlreiche illustre Namen.

## Aktiengesellschaft ab 1864
Franz Himbsel führte den Dampfschiffbetrieb nach dem Tod seines Vaters drei Jahre lang weiter, versuchte jedoch das Schiff an den Staat abzustoßen, nachdem die Eisenbahnlinie bis Seeshaupt verlängert worden war, da er drastische Einbußen befürchtete. Dies gelang ihm nicht. Dafür kaufte im Jahr 1864 eine Aktiengesellschaft die Maximilian samt einem Grundstück, auf dem noch im selben Jahr das Verwaltungsgebäude der Dampfschiff AG errichtet wurde. Zu den Aktionären gehörten unter anderem die Grafen Rambaldi und Vieregg, der Gutsbesitzer Dall'Armi, Ferdinand von Miller, Angelo Knorr, Hofrat Josef Simmerl, Bankier Josef von Hirsch, J. A. Maffei und der Juwelier Karl Thomaß. 44 000 Gulden gaben sie aus; davon entfielen 30 000 auf das Dampfschiff. Ferdinand von Rambaldi wurde der erste Vorsitzende der AG, die am 19. November 1865 für 50 Jahre das Recht erhielt, Personen und Güter zu befördern, auf dem Schiff eine Restauration und mit dem Schiff auch die Schleppschifffahrt zu betreiben.
1866 wurde die „Dampfschiffahrtsordnung für den Starnberger See [sic!]“ erlassen. Sie umfasste zahlreiche Sicherheitsvorkehrungen.
Die AG erwirtschaftete in den ersten Jahren kaum Gewinne. Nach dem Krieg 1870/71 änderte sich dies aber. Die Zahl der beförderten Passagiere war in den nachfolgenden drei Jahren sechsstellig, und bereits 1871 wurde bei Escher Wyss & Co. ein neues Schiff geordert, die Ludwig. Die beiden Dampfer beförderten im Sommer 1872 nicht weniger als 199 000 Passagiere und auch in den nachfolgenden Jahren war der Betrieb sehr erfolgreich. So wurde 1878 ein weiteres Schiff, der Salondampfer Bavaria, in Betrieb genommen. Die Maximilian wurde danach nur noch als Reserveschiff genutzt.
1885 wurde der Eisenbahnanschluss in Starnberg zweigleisig ausgebaut. Dadurch wurde ein weiteres Schiff notwendig. Die Aktiengesellschaft konnte sich allerdings nicht schon wieder einen so teuren Bau wie den der Bavaria leisten und ging daher auf das Angebot Maffeis ein, die Maximilian in Zahlung zu nehmen und ein einfacheres Schiff zu liefern, die Wittelsbach.

## Einsatz auf dem Ammersee
Maffei war 1880 Hauptaktionär und 1885 Alleininhaber der Ammersee-Schifffahrtsgesellschaft geworden. Dort sollte die Maximilian nun eingesetzt werden. Das Schiff wurde zu diesem Zweck zerlegt. Der vordere Teil wurde am 7. August 1885 mit Hilfe einer Straßenlokomotive nach Stegen (Inning am Ammersee) transportiert. Da die schmale, kurvenreiche Strecke, die man dafür gewählt hatte, sich als ungünstig erwiesen hatte, folgte der hintere Teil einige Tage später auf einer Alternativstrecke. Am 23. August 1885 war in den Zeitungen zu lesen, dass die Dampferteile den Ammersee erreicht hatten. Am 6. Dezember 1885 lief der wieder zusammengebaute Dampfer in Stegen vom Stapel. Das Schiff war nun auf Kohlenfeuerung umgestellt, gelb und weiß gestrichen, mit beweglichen Schaufeln versehen und etwas schneller als früher. Ab dem 6. Juni 1886 fuhr es im Linienverkehr auf dem Ammersee. Nachdem die Kohlenfeuerung sich aber als unwirtschaftlich erwiesen hatte und der Salondampfer Gisela in Betrieb genommen worden war, war die Zeit des Dampfers Maximilian zu Ende. Er wurde 1895 an die Alteisenhandlung Adler in München verkauft, die ihn verschrottete.